# Бёргер, Нил
Нил Норман Бёргер (англ. Neil Norman Burger; род. 22 ноября 1963, Гринуич, Коннектикут, США) — американский кинорежиссёр, сценарист и продюсер. Получил известность, сняв такие картины, как «Интервью с убийцей», «Иллюзионист», «Области тьмы» и «Дивергент».

## Биография
Нил Норман Бёргер родился 22 ноября 1963 года в городе Гринуич, Коннектикут. Окончил Йельский университет по специальности «изобразительное искусство». Проживает в Нью-Йорке со своей женой, архитектором Дайаной Келлог, и семьей.

## Фильмография
| Название фильма (оригинальное название)                         | Год  | Кинокомпания                                                                 | Рейтинг Rotten Tomatoes (средняя оценка)                           | Рейтинг IMDb (позиция в Топ-250) | Рейтинг КиноПоиска (позиция в Топ-250) | Кассовые сборы                                                   | Роль в проекте              |
| --------------------------------------------------------------- | ---- | ---------------------------------------------------------------------------- | ------------------------------------------------------------------ | -------------------------------- | -------------------------------------- | ---------------------------------------------------------------- | --------------------------- |
| Интервью с убийцей (Interview with the Assassin)                | 2002 | нет данных                                                                   | 67 % (6,5/10) Архивная копия от 12 августа 2014 на Wayback Machine | 7,6 (-)                          | 7,824 (-)                              | $48 482 Архивная копия от 22 июля 2018 на Wayback Machine        | Режиссёр Сценарист          |
| Иллюзионист (The Illusionist)                                   | 2006 | Bob Yari Productions Contagious Entertainment Stillking Films                | 74 % (6,1/10) Архивная копия от 27 июля 2014 на Wayback Machine    | 7,6 (-)                          | 8 (469)                                | $87 892 388 Архивная копия от 24 мая 2018 на Wayback Machine     | Режиссёр Сценарист          |
| Счастливчики (The Lucky Ones)                                   | 2008 | Koppelman & Levien Productions Overnight Productions QED International       | 38 % (5,0/10) Архивная копия от 15 ноября 2015 на Wayback Machine  | 7,0 (-)                          | 7,573 (-)                              | $287 567 Архивная копия от 4 июля 2011 на Wayback Machine        | Режиссёр Сценарист Продюсер |
| Области тьмы (Limitless)                                        | 2011 | Virgin Produced, Rogue, Many Rivers Productions, Boy of the Year, Intermedia | 70 % (6,4/10) Архивная копия от 14 ноября 2015 на Wayback Machine  | 7,4 (-)                          | 8 (234)                                | $161 849 455 Архивная копия от 16 ноября 2016 на Wayback Machine | Режиссёр                    |
| Дивергент (Divergent)                                           | 2014 | Summit Entertainment                                                         |                                                                    | -                                |                                        | 288 885 818 $                                                    | Режиссёр                    |
| Дивергент, глава 2: Инсургент (The Divergent Series: Insurgent) | 2015 | Summit Entertainment                                                         |                                                                    |                                  |                                        | 297 002 527 $                                                    | Исполнительный продюсер     |
| 1+1: Голливудская история (The Upside)                          | 2017 | The Weinstein Company                                                        |                                                                    |                                  |                                        | 125 856 180 $                                                    | Режиссёр                    |
| Поколение Вояджер (Voyagers)                                    | 2021 | Lionsgate Films                                                              |                                                                    |                                  |                                        |                                                                  | Режиссёр Сценарист Продюсер |